# مشروع ديرمون
مشروع ديرمون (بالإنجليزية: #dearMoon Project The)‏، يُترجم حرفيًا إلى مشروع القمر العزيز، وهي بعثة للسياحة القمرية ومشروع فني تصوره الملياردير الياباني يوساكو مايزاوا بتمويل منه. ستستخدم هذه الرحلة مركبة الإطلاق ستارشيب الخاصة بشركة سبيس إكس، وستكون رحلة فضائية خاصة تطير في مسار قمري محيطي منفرد لتحلق حول القمر. سيكون ركاب هذه الرحلة مايزاوا، وعدة فنانين، وطاقم مكون من شخص واحد أو شخصين. كُشف عن هذا المشروع في سبتمبر عام 2018، ومن المتوقع أن تنطلق الرحلة بعد عام 2023 على الأقل.
يهدف هذا المشروع إلى إرسال ستة إلى ثمانية فنانين بارعين بشكل مجاني مع مايزاوا خلال الرحلة التي ستستغرق ستة أيام حول القمر. يتوقع مايزاوا أن تلهم تجربة السياحة الفضائية مرافقينه من الفنانين لخلق فن جديد. وسيُعرض هذا العمل الفني بعد عودتهم إلى الأرض بفترة من الوقت ليساعد على تعزيز السلام عبر جميع أنحاء العالم.
وقّع مايزاوا في السابق عقدًا مع شركة سبيس إكس عام 2017 للذهاب في رحلة تحليق بالقرب من القمر على المركبة الفضائية الأصغر دراغون 2 التي تُطلق على متن الصاورخ فالكون الثقيل، وكانت ستضم هذه المركبة راكبين فقط على متنها. ولكن وفقًا لإعلان شركة سبيس إكس في أوائل عام 2018، استُبعدت خطة رحلة الصاروخ فالكون الثقيل تلك مع تطوير مركبة ستارشيب.
ما زالت مركبة ستارشيب قيد التطوير بحلول عام 2020. ولن تُطلق الرحلة المأهولة لهذا المشروع إلا بعد اختبار مركبة ستارشيب بشكل شامل وبعد إرسال رحلة اختبارية غير مأهولة حول القمر.

## تاريخ
أعلنت شركة سبيس إكس يوم 27 فبراير عام 2017 عن تخطيطها لإرسال سائحين فضائيين في مسار قمري محيطي حول القمر، وهما الملياردير يوساكو مايزاوا وصديقه. خُطط لهذه البعثة، التي كان من المُخطط إطلاقها في أواخر عام 2018، أن تستخدم الكبسولة الفضائية المأهولة دراغون 2 المطورة في ظل تعاقد مع برنامج الطاقم التجاري الخاص بوكالة ناسا، والتي ستُطلق على متن الصاروخ فالكون الثقيل. ويمكن اعتبار كل بعثة من هذه البعثات تطويرًا للتكنولوجيا التي ستستخدمها شركة سبيس إكس في خططها الأخرى لاستعمار المريخ، بالإضافة إلى كون هذه البعثات مصدر دخل للشركة.
لم يُطلق الصاروخ فالكون الثقيل في أولى رحلاته بعد، وكانت المركبة دراغون 2 قيد التطوير في أثناء هذا الإعلان عام 2017. لاحظ المحللون الصناعيون أن طموحات شركة سبيس إكس عالية للغاية وفقًا للجدول الزمني المُقترَح للبعثة؛ فالكبسولة ما زالت تحتاج عددًا من التعديلات لتتكيف مع الاختلافات المتعلقة بخط سير الرحلة بين الرحلة القمرية المقترحة، وما صُممت عليه المركبة لتُستخدَم بشكل رئيسي في نقل رواد الفضاء إلى المحطات الفضائية التي تدور حول الأرض.
أعلنت شركة سبيس إكس في فبراير عام 2018، أنها لم تعد تملك خططًا للتصديق على قابلية الصاروخ فالكون الثقيل على تنفيذ الرحلات الفضائية المأهولة، وأن البعثات القمرية ستُطلق على متن منظومة الصاروخ فالكون الكبير (بي إف آر)، والمعروفة حاليًا باسم ستارشيب. وأعلنت سبيس إكس بعدها، يوم 14 سبتمبر عام 2018، أن الراكب المتعاقد معها من قبل سيُطلق على متن المركبة ستارشيب للتحليق بالقرب من القمر في عام 2023. ستحتوي مركبة ستارشيب على مقصورة محافظة على الضغط بحجم يصل إلى 1000 متر مكعب، ومساحات كبيرة مشتركة، ومخزن مركزي، ومطبخ، ومأوى للحماية من العواصف الشمسية.
نشرت القناة الموجودة على موقع يوتيوب باسم #dearMoon، يوم 6 فبراير عام 2019، فيديو يظهر فيه مايزاوا وهو يناقش فيلم «أول رجل» مع مخرجه داميان تشازل، وبطله الممثل رايان غوسلينغ، ويدعو مايزاوا المخرج تشازل بشكل رسمي أن يصاحبه في رحلة مشروع ديرمون، ما يجعل تشازل أول المدعوين علنيًا في هذه البعثة. ومع ذلك، يجيب تشازل بأنه يحتاج أن يفكر في الأمر أولًا ويناقشه مع زوجته.